# Sphenomorphus sanctus
Sphenomorphus sanctus är en ödleart som beskrevs av  Duméril och BIBRON 1839. Sphenomorphus sanctus ingår i släktet Sphenomorphus och familjen skinkar.

## Underarter
Arten delas in i följande underarter:
- S. s. tenggeranus
- S. s. sanctus